# Monaster św. Jerzego w Nowogrodzie Wielkim
Monaster św. Jerzego (ros. Свято-Юрьев монастырь) – prawosławny męski klasztor w Nowogrodzie Wielkim, w jurysdykcji eparchii nowogrodzkiej Rosyjskiego Kościoła Prawosławnego, założony według legendy w XI w. rozbudowany w w. XII, czynny nieprzerwanie do lat 20. XX wieku, restytuowany po 1991.
Klasztor położony jest u ujścia rzeki Wołchow do jeziora Ilmień.

## Historia
Według cerkiewnej tradycji monaster został założony w 1030 przez Jarosława Mądrego, na cześć jego patrona z chrztu – św. wielkomęczennika Jerzego. Fundator klasztoru zbudował też pierwszą cerkiew na jego potrzeby, również pod wezwaniem św. Jerzego. Monaster należał do najbogatszych na Rusi, a jego przełożony (noszący każdorazowo godność archimandryty) – był w hierarchii nowogrodzkiego duchowieństwa drugą osobą po ordynariuszu miejscowej eparchii. 
Rozbudowę klasztoru zainicjował książę Mścisław Wielki w 1119. Z jego inicjatywy w kompleksie monasterskim wzniesiony został monumentalny kamienny sobór św. Jerzego, uważany za jedno z najwspanialszych osiągnięć architektury staroruskiej. Budową kierował mistrz Piotr. Do 1333 kompleks klasztorny został otoczony murami obronnymi.
Podczas sekularyzacji majątków cerkiewnych, przeprowadzonej w 1764 na polecenie Katarzyny II, monaster stracił większą część dotychczasowego majątku ziemskiego, jednak nawet po tym wydarzeniu był trzecim pod względem zamożności klasztorem Rosji. Został zaliczony do klasztorów I klasy – o największym znaczeniu dla Cerkwi rosyjskiej i otrzymujących najwyższe uposażenie z kasy państwowej. 
XIX w. był okresem rozkwitu monasteru, do czego znacząco przyczynił się jego wieloletni przełożony archimandryta Focjusz (Spasski), kierujący wspólnotą od 1822 do 1848. Z jego inicjatywy w monasterze wzniesiono drugi sobór Przemienienia Pańskiego, dzwonnicę, budynki mieszkalne dla mnichów, szpital z cerkwią Ikony Matki Bożej „Krzew Gorejący” oraz cerkwie Wszystkich Świętych i Podwyższenia Krzyża Pańskiego. Ufundowany został również nowy, siedmiorzędowy, złocony ikonostas dla starszego soboru św. Jerzego.  
Klasztor został zamknięty i zniszczony w latach 20. i 30. XX wieku. Podczas II wojny światowej kwaterowały w nim wojska niemieckie. Po wojnie budynki monasterskie zajmowały poczta, muzeum, technikum i mieszkania. Rosyjski Kościół Prawosławny odzyskał obiekt w 1991, po przeprowadzeniu prac remontowych wspólnota monastyczna została restytuowana.